# 施泰讷弗伦茨
施泰讷弗伦茨是德国莱茵兰-普法尔茨州的一个市镇。总面积4.86平方公里，总人口747人，其中男性357人，女性390人（2011年12月31日），人口密度154人/平方公里。